# Observatorium van Versailles-Saint-Quentin-en-Yvelines
Het Observatorium van Versailles-Saint-Quentin-en-Yvelines (in het Frans Observatoire de Versailles of Observatoire de Versailles-Saint-Quentin-en-Yvelines) is een astronomisch observatorium aangesloten bij de Universiteit van Versailles-Saint-Quentin-en-Yvelines. Gebouwd in Guyancourt, Frankrijk in 2009, richt het zich op het gebied van klimaatverandering en duurzame ontwikkeling.